# Manara (Mahottari)
Menara (nep. मनरा) – gaun wikas samiti w środkowej części Nepalu w strefie Dźanakpur w dystrykcie Mahottari. Według nepalskiego spisu powszechnego z 2001 roku liczył on 1018 gospodarstw domowych i 5740 mieszkańców (2871 kobiet i 2869 mężczyzn).